# Heinrich Christoph Friedrich Bosse

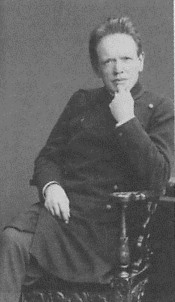
Heinrich Christoph Friedrich Bosse

Heinrich Christoph Friedrich Bosse (* 14. Januar 1848 in Hessen; † 28. Oktober 1909 in Leipzig) war ein deutscher Schriftsteller, Publizist und Politiker. Er publizierte auch unter dem Pseudonym Heinrich Friedrich.

## Leben

### Herkunft
Friedrich Bosse wurde als Sohn eines Stellmachers geboren. Aus seiner Jugendzeit ist nicht viel mehr bekannt, als dass er die Baugewerkschule in Holzminden besuchte, dann aber das Malerhandwerk erlernte. Bosse ließ sich als Malermeister 1874 in Leipzig nieder, der klassischen Stätte der Arbeiterbildungsbestrebungen und durch das Wirken von Männern wie Wilhelm Liebknecht und August Bebel das geistige Zentrum der deutschen Sozialdemokratie. Über den 1865 von Bebel gegründeten Leipziger Arbeiterbildungsverein kam Friedrich Bosse zur SPD. Seine Entwicklung und sein Schaffen waren untrennbar mit diesem Verein verbunden.

### Familie
Friedrich Bosse heiratete eine Friederike Emilie, geb. Zimmermann. Seine vier Töchter: Wilhelmine Elise (Kindergärtnerin, Bibliothekarin, Studiendirektorin der Deutschen Volksbüchereischule Leipzig), Magdalene (1889–1927), Hildegard (Bibliotheksassistentin) und Dora (Leiterin der Freien öffentlichen Bibliothek Dresden-Plauen).

## Wirken
Der Leipziger Arbeiterbildungsverein, der durch seinen klassenbewussten Standpunkt vorbildlich für den gesamten Verband der deutschen Arbeitervereine war, wurde nach dem Erlass des Bismarckschen Ausnahmegesetzes gegen die Sozialdemokratie Ende 1878 als einer der ersten Arbeitervereine verboten und aufgelöst. Schon im Februar 1879 wurde im Zuge der Umorganisierung der von nun an illegalen Leipziger Parteiorganisation ein neuer sozialdemokratischer Verein gegründet, der sich als unpolitischer „Fortbildungsverein für Arbeiter“ tarnte. Friedrich Bosse wurde zunächst zum zweiten Vorsitzenden gewählt. Im Juni 1881, als der Belagerungszustand über Leipzig verhängt und viele Sozialdemokraten ausgewiesen wurden, übernahm Bosse das Amt des ersten Vorsitzenden.

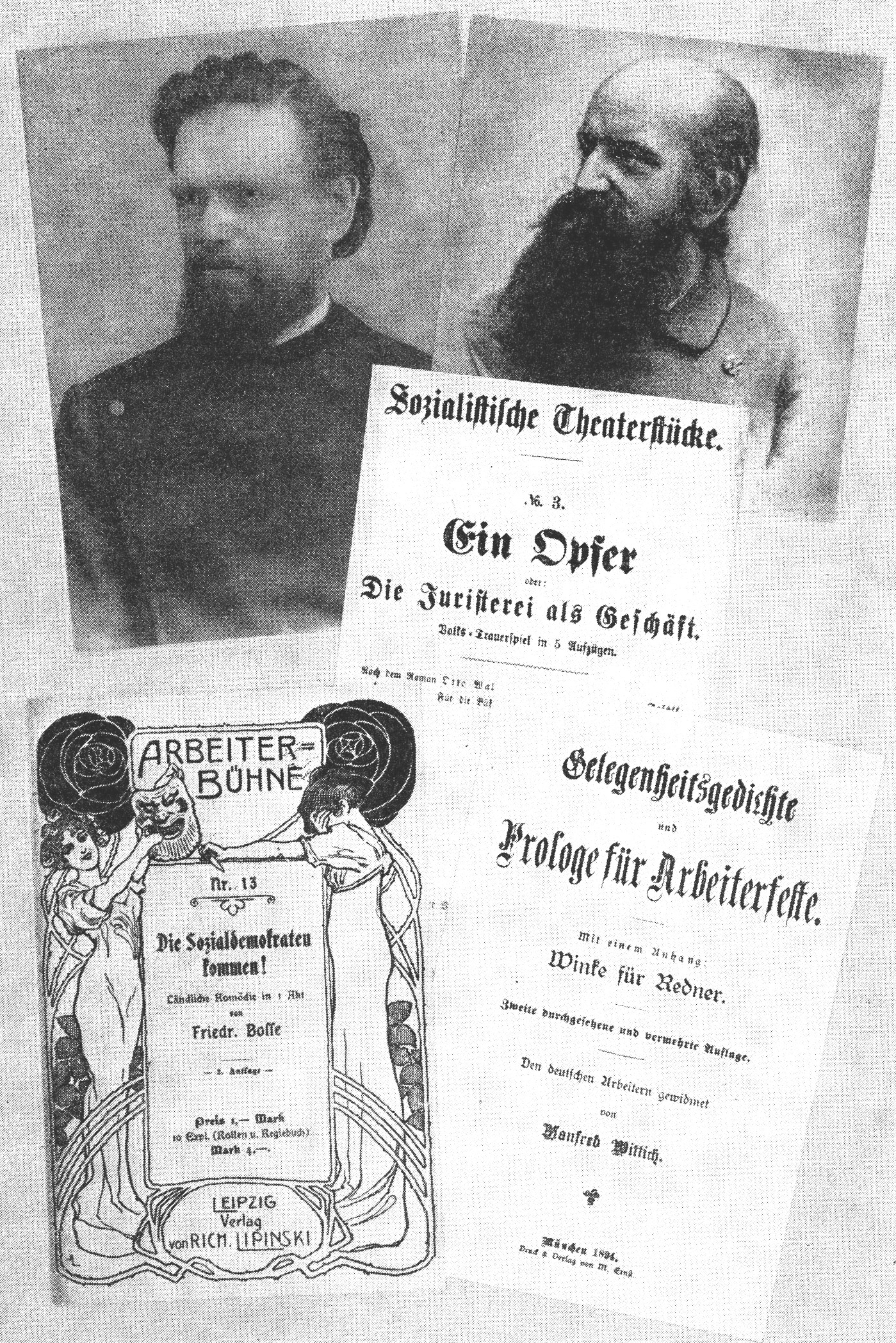
Friedrich Bosse links und Manfred Wittich mit Titelblätter

Diese Wahl wurde entscheidend für sein weiteres Leben. Seine besondere Fürsorge galt der Entwicklung einer dramatischen Abteilung des Arbeitervereins und er wurde zum Begründer des ersten Arbeitertheaters in Leipzig, wobei sein Enthusiasmus ihn manchmal verleitete, die kulturelle Arbeit als Mittel des Klassenkampfes zu überschätzen.
Noch während der Dauer des Sozialistengesetzes begann Bosse unter dem Pseudonym Heinrich Friedrich Agitationsstücke zu schreiben. Sie entstanden aus der Notwendigkeit des politischen Kampfes und waren zunächst als Ersatz für die polizeilich verbotenen Festansprachen gedacht, doch im Laufe der Zeit wurden diese Stücke zum festen Bestandteil der alljährlichen Stiftungsfeste des Arbeitervereins.
Seine ersten Stücke waren „Die Alten und die Neuen“ (1888) und „Unsere Ideale“ (1889). Zum 11. Stiftungsfest des Vereins, im Februar 1890, wurde das Agitationsstück „Die Arbeitervereine haben doch eine Zukunft“ aufgeführt, in dem deutlich wurde, dass sich die Fesseln des Sozialistengesetzes lösten. Jetzt konnte der Autor auch aus seiner Anonymität heraustreten und er wurde von den Arbeitern stürmisch gefeiert.
Zum 1. Mai 1890 schrieb Bosse das Zeitstück „Der erste Mai“, in dem er den Beschluss des Pariser Sozialistenkongresses propagierte, der den 1. Mai zum internationalen Kampftag des Proletariats erhob. Den Höhepunkt seines Schaffens erreichte er mit dem vieraktigen Streikdrama „Im Kampf“ (1892). Es folgten u. a. die Agitationsstücke „Verschiedene Weltanschauungen“ (1893), „Der Traum eines Arbeiters“ (1895), „Die Arbeiter und die Kunst“ (1897) und „Ein Blick in die Zukunft“ (1898).
Von 1894 bis 1895 gab Bosse die Zeitschrift „Sturmglocken, Organ für sozialdemokratische Arbeit auf dem Gebiet der freien Volksbildung“ heraus, an der auch Wittich mitarbeitete, sowie von 1899 bis 1902 „Der freie Bund, Organ für genossenschaftliche Arbeit auf dem Gebiet der freien Volksbildung“. Zum 25. Stiftungsfest des Vereins verfasste er eine Festschrift „Der Arbeiterverein Leipzig, seine Entstehung und seine Entwicklung“ (1904). Er schrieb auch noch einige Stücke, „Das Volk erwacht“ (1904) sowie die ländliche Komödie „Die Sozialdemokraten kommen“, die postum von einem Leipziger Theaterverlag herausgebracht wurde. Das anstrengende und entbehrungsreiche Leben hatte Bosses Gesundheit geschwächt, er starb am 28. Oktober 1909 in Leipzig.

## Werke
- Anleitung zum Ornamentieren im Buchdruckgewerbe / bearb. von Friedrich Bosse Leipzig : Waldow, 1884 VI, 110 S. : Ill.
- Eine Frau mit Vorurteilen : Schwank in 1 Akt, Leipzig : [Selbstverl.] 1885 30 S.
- Die Alten und die Neuen Festspiel z. IX. Stiftungsfest d. Fortbildungsvereins f. Arbeiter am 18. Febr. 1888 zu Leipzig / Heinrich Friedrich 16 S.
- Illustriertes Wörterbuch der gebräuchlichsten Kunst-Ausdrücke aus dem Gebiete der Architektur, Chromatik, Malerei, Mythologie, Ornamentik, Symbolik etc. für den Buchdruck und verwandte Zweige / ges. u. erklärt v. Friedrich Bosse Leipzig : Alexander Waldow 1888 VII, 135 S.
- Unsere Ideale 1889
- Die Arbeitervereine haben doch eine Zukunft zum 11. Stiftungsfest des Arbeitervereins, im Februar 1890.
- Der erste Mai Druckausg.: Leipzig: Verlag von Eduard Schultze, 1890.
- Im Kampf Streikdrama in vier Akten 1892.
- Verschiedene Weltanschauungen.Soziales Bild in e. Aufzuge von Heinrich Friedrich Leipzig: Verl. d. Leipziger Buchh.1892 31 S.
- Der Traum eines Arbeiters 1895 Untertitel: Festspiel für Arbeitervereine mit Musik, Gesang und 3 lebenden Bildern.
- Die Arbeiter und die Kunst zum 18. Stiftgsfest d. Arbeitervereins Leipzig gedruckt Friedrich, Heinrich. - Leipzig : Bosse, 1897
- Ein Blick in die Zukunft 1898 Allegorisches Spiel für die Agitation im Arbeiterverein.
- Das Volk erwacht 1904
- Die Sozialdemokraten kommen ländliche Komödie 1904.
- Der Arbeiterverein Leipzig : seine Entstehung und seine Entwicklung; eine Festschrift zum 25. Stiftungsfest / verf. vom Vorsitzenden des Arbeitervereins F. Bosse im Auftrage des Gesamtvorstandes. - 2. Aufl. / vermehrt durch die Festrede von Heinrich Lange. - (Leipzig : Leipziger Buchdr. Aktiengesell.) 1904 33 S. digital
- Gewissensfreiheit Soziales Bild in e. Akt / Leipzig : Verl. R. Lipinski 1910 36 S. (Arbeiterbühne ; Nr 14)